# Masanhoewon-gu
Masanhoewon-gu (koreanska: 마산회원구) är ett stadsdistrikt i staden Changwon i provinsen Södra Gyeongsang i Sydkorea, 290 km sydost om huvudstaden Seoul.

## Indelning
Masanhoewon-gu  består av elva stadsdelar (dong) och en köping (eup). 

- Bongam-dong
- Guam 1(il)-dong
- Guam 2(i)-dong
- Hapseong 1(il)-dong
- Hapseong 2(i)-dong
- Hoeseong-dong
- Hoewon 1(il)-dong
- Hoewon 2(i)-dong
- Naeseo-eup
- Seokjeon-dong
- Yangdeok 1(il)-dong
- Yangdeok 2(i)-dong